# Wilhelm Joraschkowitz
Wilhelm Joraschkowitz (* 27. März 1917 in Walsum; † 13. Oktober 2010) war ein deutscher Fußballspieler.
Joraschkowitz spielte von bis 1943 für Hertha BSC und absolvierte einige Spieler in der Berliner Stadtauswahl.
Nach dem Zweiten Weltkrieg war er für den HSV und Arminia Gütersloh aktiv.